# موسسه حقوق و دموکراسی بحرین
موسسه حقوق و دموکراسی بحرین (BIRD) یک سازمان غیرانتفاعی حقوق بشر مستقر در لندن است که دموکراسی‌سازی و حقوق بشر در بحرین را ترویج می‌کند.  این توسط سید احمد الودایی، علا شهابی و حسین عبدالله در سال 2013 تاسیس شد و توسط صندوق سرمایه گذاری سیگرید راوسینگ  برای سال های 2016-2019 تامین می شود. بنیاد ملی دموکراسی کمک مالی را برای سال 2015 تصویب کرد. 

## رهبری

### سید احمد الودایی
یکی از بنیانگذاران موسسه حقوق و دموکراسی بحرین، سید احمد الودایی، به دلیل فعالیت های وکالتی خود  و اعتراض به دیدار اعضای خانواده سلطنتی بحرین به بریتانیا مورد توجه قرار گرفت. او به عنوان یک فراری از بحرین، متعاقباً در ژانویه 2015 تابعیت بحرینی خود را لغو کرد و از بریتانیا درخواست پناهندگی کرده است. در سال 2020، او به دلیل «[ادامه] به کار خود به عنوان منتقد برجسته دولت بحرین علیرغم خطری که او و خانواده اش با آن مواجه بودند»، برنده جایزه «کمپین تبلیغاتی» شاخص در سانسور شد. 

## کمپین ها
موسسه حقوق و دموکراسی بحرین تعدادی کمپین را برای افزایش آگاهی در مورد آنچه که آنها به عنوان سرکوب سیاسی جنبش دموکراسی خواه بحرین می دانند، رهبری کرده است. اینها شامل کمپین هایی پیرامون مسابقه فرمول 1  بحرین و نامزدی شیخ سلمان الخلیفه برای ریاست فیفا در سال 2016 است. 
موسسه حقوق و دموکراسی بحرین در مبارزات انتخاباتی برای آزادی نبیل رجب، فعال حقوق بشر بحرینی که پس از انتقاد از دولت بحرین بارها در بحرین زندانی شده است، فعال بوده است. 
موسسه حقوق و دموکراسی بحرین از نزدیک با سازمان‌های حقوق بشر منطقه‌ای و بین‌المللی از جمله دیده‌بان حقوق بشر، رپریو، عفو بین‌الملل، کمپین ضد تجارت اسلحه مستقر در بریتانیا، ائتلاف جنگ را متوقف کنید، مرکز حقوق بشر بحرین (BCHR)، حقوق در بحرین (ADHRB) و آمریکایی‌ها برای دموکراسی و بشر همکاری کرده است. 